# Robert von Pohl
Robert von Pohl (ab 1919 Robert Pohl, * 8. Februar 1876 in Wien, Österreich-Ungarn; † 24. Dezember 1947 in Salzburg) war ein österreichischer Berufssoldat.

## Leben
Robert von Pohl absolvierte die Theresianische Militärakademie und schlug ab 1896  als Leutnant die Stabsoffizierslaufbahn ein. Als Generalstabsoffizier wurde er in verschiedenen Dienststellungen eingesetzt. 1911/12 war er Flügeladjutant des Chefs des Generalstabs und hatte 1912 den Rang eines Majors im Generalstab. 
Von Pohl wurde im Ersten Weltkrieg an der Südfront eingesetzt. Er tat sich bei der Verteidigung von Görz hervor. Ab September 1916 war er Generalstabschef des VII. Korps, ab November 1916 des XV. Korps und wurde 1917 zum Oberst befördert. 1918 wurde er Kommandeur des K. k. Schützenregiments Nr. 9. 
Nach der Kapitulation wurde von Pohl in der Republik Österreich Soldat in der Volkswehr. 1919 war Pohl vom Adelsaufhebungsgesetz betroffen. Anfang 1920 fand er Verwendung als Stellvertreter des Heeresinspekteurs, wurde aber im Jahr 1922 in den Ruhestand versetzt. Pohl wurde historiographisch tätig und beriet als Konsulent das Kriegsarchiv bei der Abfassung des Generalstabswerks „Österreich-Ungarns letzter Krieg 1914–18“. Pohl wurde bei den Legitimisten politisch aktiv. Er war der Initiator einer Gegenschrift zu Alfred Krauß’ Buch Das „Wunder von Karfreit“.

## Schriften (Auswahl)
- Der Feldzug 1914 gegen Serbien und Montenegro, in: M. Schwarte (Hrsg.): Der große Krieg 1914–18, Band 5, 1922
- Überblick über den Weltkrieg, in: Österr.-Ungarns Heer und Flotte im Weltkrieg,  1924
- Die Kriegführung der Mittelmächte gegen Italien, in: Militärwissenschaftliche  Mitteilungen, 1926
- Cadorna, in: Militärwissenschaftliche Mitteilungen, 1926